# Rabunek w St. Albans

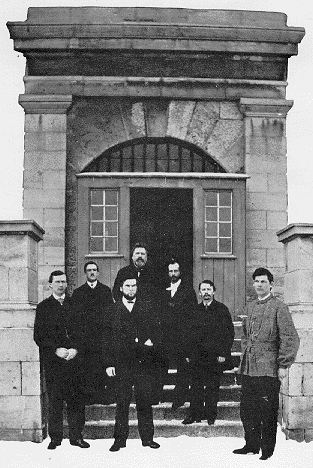
Uczestnicy rabunku w St. Alban przed budynkiem sądu w Montrealu

Rabunek w St. Albans – wydarzenie w czasie wojny secesyjnej w USA, które doprowadziło do naruszenia brytyjskiej (kanadyjskiej) neutralności w tym konflikcie.
19 października 1864 grupa konfederackich dywersantów przebranych w cywilne ubrania dokonała serii napadów na banki w miasteczku St. Albans w stanie Vermont. Ze zrabowanymi pieniędzmi (ponad 200 tysięcy dolarów), na skradzionych koniach, zabiwszy po drodze jednego z Jankesów, uciekli do Kanady i schronili się w Montrealu. Władze kanadyjskie aresztowały uczestników rabunku, skonfiskowały cała sumę i przekazały ją w ręce amerykańskie, odmówiły jednak ekstradycji samych uczestników rabunku. W odpowiedzi na to władze amerykańskie zagroziły atakiem swych wojsk w celu zagarnięcia zbiegów. Akt ten byłby bezpośrednim naruszeniem neutralności brytyjskiej i mógł doprowadzić do międzynarodowej eskalacji konfliktu. Ostatecznie prezydent Lincoln odwołał rozkaz ataku na Montreal, grożąc jedynie zawieszeniem traktatu o wolnym handlu, co także nie nastąpiło.